# Шаррье, Этьенн-Марсель
Этьенн Марсель Шаррье (31 августа 1785, Лозен — 13 сентября 1860, Сардриак) — французский юрист, адвокат. 
Имел юридическое образование, в конце Великой Французской революции работал в Академии законодательства под руководством Ланжюине и Порталиса.
Был сторонником методов Беллара и известным адвокатом своего времени, участвовал во многих громких процессах, как уголовных, так и гражданских, пользовался репутацией хорошего оратора. Из его судебных речей наибольшую известность имела речь в защиту мадам Леспар, которой Мари-Жозеф Шенье завещал свои рукописи, но у которой их оспаривали родственники поэта. Его перу принадлежит сочинение «Méditation sur le burreau» (1835).